# Regio II degli scavi archeologici di Pompei
Nella lista seguono i monumenti presenti nella Regio II degli scavi archeologici di Pompei.

## Insula 1
| Pos. | Foto | Nome                                    | Descrizione | Note |
| ---- | ---- | --------------------------------------- | --- | ---- |
| 1    | -    | Caupona di Hermes                       | - |      |
| 2    | -    | Casa degli Aemilii, Primio e Saturninus | È stata scavata nel 1915 e poi nel 1985: deve il suo nome a diverse iscrizioni elettorali che si trovavano sulla sua facciata, le quali si riferivano a personaggi della famiglia degli Aemili; al suo interno furono inoltre ritrovati alcuni oggetti utilizzati per la produzione di prodotti cosmetici. |      |
| 3    | -    | Casa senza nome                         | - |      |
| 4    | -    | Taberna                                 | - |      |
| 5    | -    | Taberna                                 | - |      |
| 6    | -    | Thermopolium                            | - |      |
| 7    | -    | Casa senza nome                         | - |      |
| 8    |      | Ingresso secondario (II.2.9.)           | - |      |
| 9    | -    | Casa del Larario di Ercole              | - |      |
| 10   |      | Casa Imperiale                          | Scavata tra il 1953 ed il 1955 e nuovamente nel 1985, presenta, superato l'ingresso, un piccolo cortile che si affaccia direttamente sul giardino, così come per il triclinio fenestrato; in tre piccole stanze sono presenti resti dell'intonaco in rosso pompeiano. |      |
| 11   |      | Ingresso secondario (II.1.12.)          | - |      |
| 12   | -    | Complesso dei Riti Magici               | Chiamata anche Casa della Sibilla Pompeiana fu esplorata in varie tappe tra il 1954 ed il 1985: uno dei più importanti ritrovamenti furono una coppia di mani in bronzi, appartenenti al dio Sabazio, che avevano il compito di allontanare il malocchio; nella casa sono state inoltre ritrovate pitture raffiguranti Mercurio e Bacco e Venere e Priapo mentre l'esedra veniva utilizzata per banchetti e riti votivi e magici. |      |
| 13   | -    | Ingresso secondario (II.1.1.)           | - |      |

## Insula 2
| Pos. | Foto | Nome                               | Descrizione | Note |
| ---- | ---- | ---------------------------------- | --- | ---- |
| 1    | -    | Caupona di Astylus e Pardalus      | - |      |
| 2    |      | Casa di Ottavio Quartione          | Deve il nome al proprietario di cui è stato ritrovato il sigillo e risale al II secolo a.C.: la maggior parte della struttura si sviluppa attorno all'atrio; di notevole interesse è il sistema di vasche: quella superiore era decorata con statue di divinità egizie, mentre quella inferiore, che attraversa il giardino, è divisa in tre scomparti, probabilmente per ospitare pesci; tra la vasca superiore e quella inferiore era posto il sacello. |      |
| 3    | -    | Caupona o thermopolium di Athictus | - |      |
| 4    | -    | Casa degli Augustali               | Chiamata anche Casa di Messium Ampliatus fu scavata tra il 1916 ed il 1921 e si affaccia direttamente su Via dell'Abbondanza: oltre a due iscrizioni elettorali sulla facciata, il portale d'ingresso è caratterizzato sulla parte alta da uno stemma dell'età augustea, ossia una corona intrecciata con rami di quercia e di alloro; l'interno della casa risulta essere gravemente danneggiata a seguito di esplorazioni precedenti.                   |      |
| 5    |      | Ingresso secondario (II.2.2)       | - |      |
| 6    | -    | Ingresso secondario (II.2.1)       | - |      |

## Insula 3
| Pos. | Foto | Nome                            | Descrizione | Note |
| ---- | ---- | ------------------------------- | --- | ---- |
| 1    | -    | Ingresso per piano superiore    | - |      |
| 2    | -    | Bottega                         | - |      |
| 3    | -    | Casa della Venere in Conchiglia | Fu scavata nel 1952 dopo essere stata danneggiata da un bombardamento durante la seconda guerra mondiale nel 1943; la casa si sviluppa per lo più intorno ad un giardino, sulla cui parete meridionale è affrescato una sorta di oasi in tre pannelli, dove in quello centrale è raffigurata Venere con due amorini, in una conchiglia rosa: la raffigurazione si completa con una fontana con uccelli a destra ed una statua di Marte a sinistra. |      |
| 4    | -    | Casa senza nome                 | - |      |
| 5    | -    | Thermopolium                    | - |      |
| 6    | -    | Ingresso secondario (II.3.4.)   | - |      |
| 7    | -    | Ingresso secondario (II.3.8.)   | - |      |
| 8    |      | Casa con bottega                | - |      |
| 9    | -    | Ingresso secondario (II.3.8.)   | - |      |

## Insula 4
| Pos. | Foto | Nome                          | Descrizione | Note                                             |
| ---- | ---- | ----------------------------- | --- | ------------------------------------------------ |
| 1    | -    | Bottega                       | - |                                                  |
| 2    | -    | Ingresso per piano superiore  | - |                                                  |
| 3    |      | Villa di Giulia Felice        | Scavata nel 1755 e poi nel 1953, è formata da un doppio atrio, un giardino con peristilio, al centro del quale era posta una peschiera: nello stesso ambiente si trova anche un altare dedicato ad Iside. |                                                  |
| 4    | -    | Ingresso secondario (II.4.3.) | - |                                                  |
| 5    | -    | Bottega                       | - |                                                  |
| 6    | -    | Terme di Giulia Felice        | - |                                                  |
| 7    | -    | Thermopolium                  | - |                                                  |
| 7a   | -    | Santuario                     | - | Archiviato il 20 marzo 2019 in Internet Archive. |
| 8    | -    | Ingresso secondario (II.4.3.) | - |                                                  |
| 9    | -    | Ingresso secondario (II.4.3.) | - |                                                  |
| 10   | -    | Ingresso secondario (II.4.3.) | - |                                                  |
| 11   | -    | Ingresso secondario (II.4.3.) | - |                                                  |
| 12   | -    | Ingresso secondario (II.4.3.) | - |                                                  |

## Insula 5
| Pos. | Foto | Nome                    | Descrizione | Note |
| ---- | ---- | ----------------------- | ----------- | ---- |
| 1    | -    | Bottega                 | -           |      |
| 2    | -    | Casa senza nome         | -           |      |
| 3    | -    | Identificazione incerta | -           |      |
| 4    | -    | Identificazione incerta | -           |      |
| 5    | -    | Giardino                | -           |      |

## Insula 6
| Pos. | Foto | Nome       | Descrizione | Note |
| ---- | ---- | ---------- | --- | ---- |
| 1    |      | Anfiteatro | Costruito tra l'80 ed il 70 a.C. è uno dei meglio conservati al mondo ed era in grado di ospitare oltre ventimila persone; l'arena è in terra battuta, la cavea divisa in tre zone ed aveva la possibilità di essere coperto da un velarium; fu teatro di una violenta lite tra pompeiani e nocerini. |      |

## Insula 7
| Pos. | Foto | Nome                    | Descrizione | Note |
| ---- | ---- | ----------------------- | --- | ---- |
| 1    |      | Palestra Grande         | Costruita nel periodo augusteo, ha una pianta rettangolare e il perimetro è circondato da un colonnato, tranne sul lato est: al centro era posta una piscina con fondo inclinato. |      |
| 2    |      | Ingresso della palestra | - |      |
| 3    |      | Ingresso della palestra | - |      |
| 4    | -    | Ingresso della palestra | - |      |
| 5    | -    | Ingresso della palestra | - |      |
| 6    |      | Ingresso della palestra | - |      |
| 7    |      | Ingresso della palestra | - |      |
| 8    | -    | Ingresso della palestra | - |      |
| 9    | -    | Ingresso della palestra | - |      |
| 9a   | -    | Ingresso della palestra | - |      |
| 10   | -    | Ingresso della palestra | - |      |

## Insula 8
| Pos. | Foto | Nome                        | Descrizione | Note |
| ---- | ---- | --------------------------- | --- | ---- |
| 1    |      | Ristorante                  | - |      |
| 2    |      | Thermopolium                | - |      |
| 3    |      | Caupona                     | - |      |
| 4    |      | Bottega                     | - |      |
| 5    |      | Officina di Sabbatino       | - |      |
| 6    |      | Casa del Giardino di Ercole | Chiamata anche Casa del Profumiere, risale al III secolo a.C. ed è strutturata con un atrio, intorno al quale si aprono diverse stanze ed un corridoio che immette nel grande giardino, dove si è scoperto fossero coltivate essenze per profumi: probabilmente il padrone era un profumiere. Nella parte orientale del giardino è posto un triclinio, con un'edicola dedicata ad Ercole, di cui fu rinvenuto una statua in marmo. |      |

## Insula 9
| Pos. | Foto | Nome                          | Descrizione | Note |
| ---- | ---- | ----------------------------- | --- | ---- |
| 1    |      | Casa di Quietus               | È stata esplorata in varie tappe nel 1954, 1971 e 1987 e restaurata nel 1988: sulla porta d'ingresso presentava una raffigurazione di Mercurio, mentre all'interno un impluvium con cisterna e diverse stanze che conservano ancora tracce di affreschi tra cui alcuni, quasi a grandezza naturale, sulle colonne del triclinio, che raffigurano Priapo, Bacco ed altri soggetti come uccelli.                              |      |
| 2    |      | Casa del Gemmarius            | Così chiamata poiché al suo interno furono ritrovate numerose pietre preziose, presenta ancora tracce di intonaco, soprattutto nel triclinio, dove sono riscontrabili diverse figure umane e piante: questo ambiente si apre direttamente giardino, il quale a sua volta possiede un tavolo in pietra. |      |
| 3    |      | Casa senza nome               | - |      |
| 4    |      | Casa del Larario Fiorito      | È stata esplorata negli anni cinquanta e restaurata nel 1988: al suo interno si sono conservate molte delle decorazioni parietali, soprattutto nella stanza dove è presente un larario decorato con raffigurazioni di fiori e amorini; sulle pareti delle altre stanze, intonacate in giallo ocra, si aprono quadretti raffiguranti personaggi mitologici e animali. Fu inoltre rinvenuta una statuetta in marmo di Venere. |      |
| 5    |      | Casa del Triclinio Estivo     | Ha la caratteristica di avere anche il piano superiore, di cui si è ricostruita la balconata sulla facciata all'ingresso; all'interno, nel giardino, era stato costruito un piccolo santuario domestico, coprendo un precedente dipinto raffigurante Venere, di cui ne rimane solo una parte. |      |
| 6    | -    | Ingresso secondario (II.9.5.) | - |      |
| 7    | -    | Ingresso secondario (II.9.5.) | - |      |